# Halowe rekordy Europy juniorów w lekkoatletyce
Halowe rekordy Europy juniorów w lekkoatletyce – zestawienie najlepszych rezultatów uzyskanych przez lekkoatletów z Europy do lat 19 w hali i oficjalnie zatwierdzonych przez European Athletics.

## Halowe rekordy Europy juniorów
Najlepszy wynik na listach europejskich do lat 19 w historii uzyskany w hali (niezatwierdzony przez EA)

### Mężczyźni
| Konkurencja                       | Rezultat | Zawodnik            | Data            | Miejsce             |
| --------------------------------- | -------- | ------------------- | --------------- | ------------------- |
| Bieg na 60 m                      | 6,51     | Mark Lewis-Francis  | 11 marca 2001   | Lizbona             |
| Bieg na 200 m                     | 20,79    | William Trulsson    | 23 lutego 2025  | Växjö               |
| Bieg na 400 m                     | 46,16    | Edward Faulds       | 19 lutego 2022  | Birmingham          |
| Bieg na 800 m                     | 1:46,89  | Kacper Lewalski     | 22 lutego 2022  | Toruń               |
| Bieg na 1000 m                    | 2:22,98  | Nils Schumann       | 5 lutego 1997   | Erfurt              |
| Bieg na 1500 m                    | 3:36,02  | Jakob Ingebrigtsen  | 20 lutego 2019  | Düsseldorf          |
| Bieg na milę                      | 4:00,48  | Elliot Vermeulen    | 2 lutego 2025   | Boston              |
| Bieg na 3000 m                    | 7:47,98  | Àlex Pintado        | 7 lutego 2025   | Walencja            |
| Bieg na 5000 m                    | 14:06,78 | Lukas Verzbicas     | 11 marca 2011   | Nowy Jork           |
| Bieg na 60 m przez płotki (99 cm) | 7,34     | Sasha Zhoya         | 22 lutego 2020  | Miramas             |
| Skok wzwyż                        | 2,35     | Władimir Jaszczenko | 12 marca 1978   | Mediolan            |
| Skok o tyczce                     | 5,88     | Armand Duplantis    | 25 lutego 2018  | Clermont-Ferrand    |
| Skok w dal                        | 8,34     | Mattia Furlani      | 17 lutego 2024  | Ankona              |
| Trójskok                          | 17,20    | Melvin Raffin       | 3 marca 2017    | Belgrad             |
| Pchnięcie kulą (6 kg)             | 22,48    | Konrad Bukowiecki   | 8 stycznia 2016 | Toruń               |
| Pchnięcie kulą (6 kg)             | 22,96    | Konrad Bukowiecki   | 29 grudnia 2016 | Spała               |
| Siedmiobój U20                    | 6062 pkt | Jente Hauttekeete   | 14 lutego 2021  | Frankfurt nad Menem |

### Kobiety
| Konkurencja               | Rezultat | Zawodniczka             | Data             | Miejsce      |
| ------------------------- | -------- | ----------------------- | ---------------- | ------------ |
| Bieg na 60 m              | 7,07     | Ewa Swoboda             | 12 lutego 2016   | Toruń        |
| Bieg na 200 m             | 23,15    | Dina Asher-Smith        | 2 marca 2014     | Sheffield    |
| Bieg na 400 m             | 52,22    | Johanna Martin          | 15 lutego 2025   | Dortmund     |
| Bieg na 800 m             | 1:59,03  | Keely Hodgkinson        | 30 stycznia 2021 | Wiedeń       |
| Bieg na 1000 m            | 2:41,79  | Delia Sclabas           | 24 lutego 2019   | Magglingen   |
| Bieg na 1500 m            | 4:08,38  | Konstanze Klosterhalfen | 6 lutego 2016    | Karlsruhe    |
| Bieg na milę              | 4:29,31  | Sofia Thøgersen         | 30 stycznia 2024 | Ostrawa      |
| Bieg na 3000 m            | 8:40,05  | Innes FitzGerald        | 4 lutego 2025    | Ostrawa      |
| Bieg na 5000 m            | 16:27,69 | Julija Staszkiw         | 14 lutego 2003   | Fayetteville |
| Bieg na 60 m przez płotki | 8,00     | Klaudia Siciarz         | 18 lutego 2017   | Toruń        |
| Skok wzwyż                | 2,02     | Jarosława Mahuczich     | 31 stycznia 2020 | Karlsruhe    |
| Skok o tyczce             | 4,71     | Wilma Murto             | 31 stycznia 2016 | Zweibrücken  |
| Skok w dal                | 6,91     | Larissa Iapichino       | 20 lutego 2021   | Ankona       |
| Trójskok                  | 14,18    | Jewhenija Stawczanśka   | 7 lutego 1999    | Lwów         |
| Pchnięcie kulą            | 20,51    | Heidi Krieger           | 8 lutego 1984    | Budapeszt    |
| Pięciobój                 | 4542 pkt | Alina Szuch             | 4 lutego 2017    | Tallinn      |